# Французская гимназия № 16 (Новосибирск)
Французская гимназия № 16 — российское муниципальное автономное общеобразовательное учреждение с углубленным изучением французского языка, расположенное на улице Пархоменко в Ленинском районе Новосибирска. Основана в 1932 году.

## История
В 1932 году в Новосибирске была открыта начальная школа первой ступени, первым руководителем стала О. Вихрева.
В 1936 году учреждению был присвоен статус средней школы, учебное заведение переехало в новое здание.
В 1968 году вышел приказ Министерства просвещения РСФСР о реорганизации школы — учебное заведение стало школой с углубленным изучением французского языка.
В 2002 году был построен дополнительный корпус школы, в нём разместились актовый и спортивный залы, а также лаборатории.
В 2009 году «Средняя общеобразовательная школа №70 с углубленным изучением французского языка» успешно прошла государственную аккредитацию и получила статус «гимназии».

## Центр информации и документации
В центре информации и документации гимназии имеются уникальные учебно-методические аудиовизуальные пособия, переданные Посольством Франции в России.

## Международные связи

### Связи с французскими учебными учреждениями
У гимназии есть побратимские связи с некоторыми образовательными учреждениями Франции: с колледжем Франсуа Трюффо (г. Л’Иль-д’Або) и лицеем Жанны Д'Арк (г. Клермон-Ферран).

### Участие в международных конкурсах
Гимназия участвует в международном конкурсе «La jeunesse et la mer», которое организует Институт океанографии П. Рикара.

### Переписка
Учебное заведение поддерживает связь с Францией посредством переписки: с бригадным генералом Жозеф Риссо (ветеран полка «Нормандия — Неман»), образовательными учреждениями департамента Изер и Посольством Франции.

## Почётные гости
Почётными гостями гимназии были посол Франции в России, декан факультета филологии Гренобльского университета, почётный профессор Тулонского университета, атташе по культуре и образованию Сибирского региона, преподаватели различных колледжей и лицеев Франции, а также другие франкоязычные гости.

## Школьные музеи
- Музей «Нормандия — Неман»
- Музей истории школы

## Периодические издания
- Школьная газета старших классов L'ECHO[2].
- Журнал "Веснушка" для младших классов и их родителей.

## Награды
В ноябре 2019 года в ходе визита в учебное учреждение посла Франции Сильви Берманн директору гимназии Татьяне Севостьянове было присвоено звание кавалера Ордена Академических пальм.